# Narodna knjižnica Romunije
Narodna knjižnica Romunije (romunsko Biblioteca Națională a României) je narodna knjižnica Romunije. Namenjen je shranjevanju vsega, kar je objavljeno v Romuniji.

## Zbirke
Ima več posebnih zbirk, med katerimi so:
- Bibliofilie; redke knjige
- Manuscrise; rokopisi
  - Vključno z Codex Aureus iz Lorscha, ki se hrani v knjižnici Batthyani v Alba Iulia
- Arhiva Istorică; zgodovinski arhiv
- Periodice româneşti vechi; stari romunski časopisi
- Žigi; Odtisi
- Fotografii; fotografije
- Kartografija; Zemljevidi
- Avdio-vizualni; avdio - video

## Statistika
- 13.000.000 predmetov
- 162 inkunabule
- 20.054 romunskih in tujih starih knjig
- 10.964 romunskih in tujih redkih knjig
- 29.350 avdiovizualnih dokumentov
- 36.759 starih in sodobnih rokopisov
- 47.745 serijskih publikacij
- več kot 800 tiskovin
- 70.000 izvirnih fotografij